# Bout de Zan et le Ramoneur
Pour plus de détails, voir Fiche technique et Distribution.
Bout de Zan et le Ramoneur est un film muet français réalisé par Louis Feuillade, sorti en 1914.

## Fiche technique
- Titre : Bout de Zan et le Ramoneur
- Réalisation : Louis Feuillade
- Scénario : Louis Feuillade
- Société de production : Société des Etablissements L. Gaumont
- Métrage : 245 m
- Langue : film muet avec les intertitres en français
- Format : Muet - Noir et blanc - 35 mm - 1,33:1
- Genre : Comédie
- Durée : 8 minutes 10
- Date de sortie : 
  - France : mars 1914

## Distribution
- René Poyen : Bout de Zan
- Alice Tissot